# Dixinn

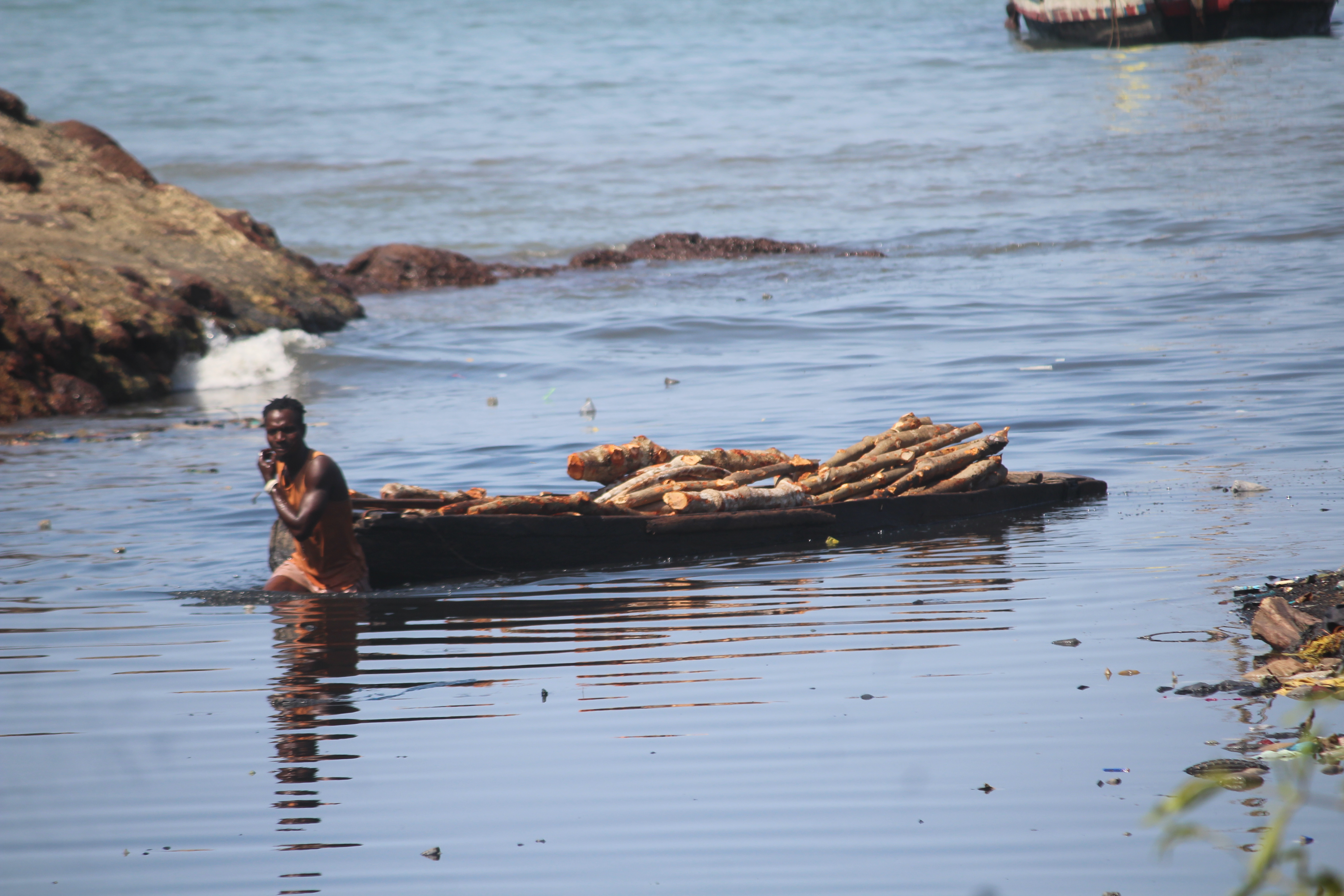
Piroguier avec des Palétuvier à Dixinn.

Dixinn est une commune située dans la ville de Conakry, capitale de la Guinée. L'université de Conakry et de nombreuses ambassades se trouvent dans cette partie de la ville. Elle compte 22 quartiers.

## Histoire

### Origine du nom
Dixinn est un mot Baga qui veut dire « installons nous ici ».

## Population
À partir d'une extrapolation du recensement de 2014 (RGPH3), la population de Dixinn a été estimée à 145 193 personnes en 2016.

## Quartiers
Les principaux quartiers de la commune sont : Belle-vue école, Belle-vue-marché, Camayenne, Cameroun, Dixinn-cité1, Dixinn-cité 2, Dixinn-gare, Dixinn-gare-rails, Dixinn-mosquée, Dixinn-port, Hafia 1, Hafia 2, Hafia-minière, Hafia-mosquée, Kénien, Landréah, Minière-cité.

## Santé
La commune dispose d'un Centre médical communal (CMC).

## Lieux et monuments
- Cimetière de Cameroun
- Université Gamal-Abdel-Nasser de Conakry

## Personnalité

### Liste des maires
| N° | Noms                 | Début            | Fin |
| -- | -------------------- | ---------------- | --- |
| 01 | Mamadou Samba Diallo | 27 novembre 2018 |     |
|    |                      |                  |     |

### Député
| N° | Noms                      | Début     | Fin            |
| -- | ------------------------- | --------- | -------------- |
| 01 | Aboubacar Soumah          | 2013      | septembre 2021 |
| 02 | Oumar "Joe Bébéto" Sidibé | mars 2020 | septembre 2021 |
| 03 | Ousmane Gaoual Diallo     | 2013      | 2020           |